# Аеродром Тарама
Аеродром Тарама (јап. 多良間空港 Tarama Kūkō) се налази у граду Тарама, област Мијако, префектура Окинава, Јапан.
Префектура управља аеродромом, који је класификован као аеродром треће класе.

## Авио компаније и дестинације
Летове обавља компанија Џапан трансокеан ер, којом управља Рјукју ер комутер.
Дестинације до којих се лети са овог аеродрома су Мијакоџима и Наха.